# Lechytia natalensis
Lechytia natalensis är en spindeldjursart som först beskrevs av Albert Tullgren 1907.  Lechytia natalensis ingår i släktet Lechytia och familjen Lechytiidae. Inga underarter finns listade i Catalogue of Life.